# Довжки (хребет)

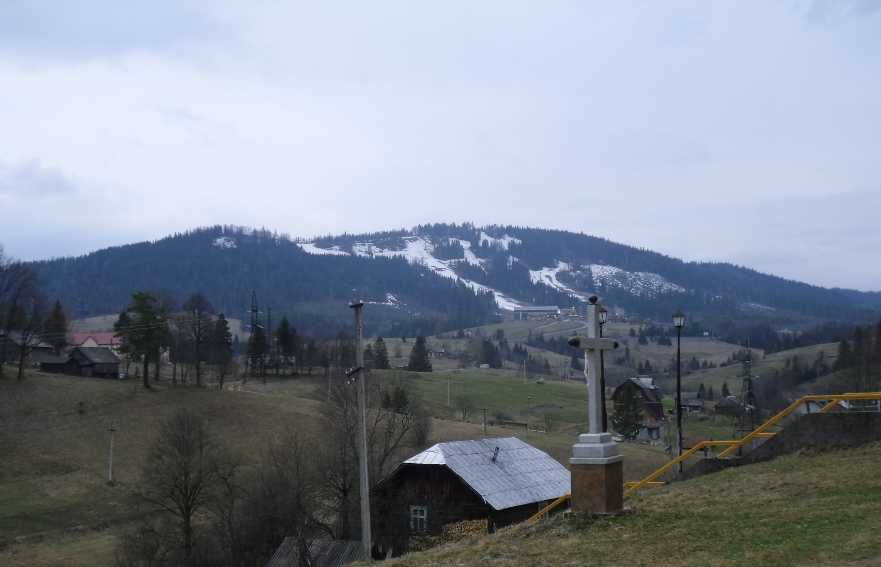
Гірський хребет Довжки зі сторони села Плав'я

Довжки́ — гірський хребет у межах Стрийсько-Сянської Верховини (Українські Карпати). Розташований у Стрийському і (частково) Самбірському районах Львівської області. 
Хребет простягається з північного заходу на південний схід на понад 16 км. Переважні висоти до 1000 м, максимальна 1056 м (г. Довжка). Південно-західні схили хребта пологі, північно-східні — стрімкі. Лежить у межах Кросненської зони. Складається здебільшого з пісковиків і сланців. Поверхня Довжків розчленована долинами річок Оряви, Довжанки, Сможанки і Краснянки. Хребет вкритий переважно ялиновим лісом. Південно-західні підніжжя і терасовані долини річок використовуються під сільськогосподарські угіддя.